# 清藤真司
清藤 真司（きよとう まさし、1965年（昭和40年）5月9日 - ）は、日本の政治家。元高知県香南市長（3期）。元高知県議会議員（2期）、元夜須町長（1期）。

## 来歴
高知県香南市出身。父は、夜須町議会議長を務めた清藤考一。高知学芸高等学校を経て、1989年（平成元年）3月、立命館大学産業社会学部卒業。第一証券勤務後、1995年（平成7年）から山本有二衆議院議員、福井照衆議院議員の秘書を務める。
2003年（平成15年）、夜須町長に就任。 2006年（平成18年）3月1日、夜須町は赤岡町、香我美町、野市町、吉川村と合併し消滅。香南市が誕生する。
2007年（平成19年）4月の高知県議会議員選挙に立候補し初当選。2011年（平成23年）、再選。いずれの選挙も無所属で当選した。
2012年（平成24年）6月1日、仙頭義寛香南市長（当時）が政治資金収支報告書の記載の誤りの責任をとり辞職。これに伴って7月15日に行われた市長選に民主党・自民党・公明党・社民党の推薦を受けて立候補し初当選。投票率は47.69％だった。
2016年（平成28年）、元副市長の山本学を僅差で破り再選を果たす（清藤：7,892票、山本：7,098票）。投票率は55.63％だった。
2020年（令和2年）7月5日告示、7月12日執行の市長選挙で無投票で3選。

### 官製談合事件と市長辞職
2020年（令和2年）8月19日、清藤は、市内の建設会社社長のK、市議の志磨村公夫と会食。Kは前月の市長選の「当選祝い」の名目で商品券10万円分を清藤に渡した。
同年12月7日ごろ、Kは志磨村に、市営住宅解体工事の一般競争入札の最低制限価格を市職員から聞き出して自分に教えてほしいと頼み、志磨村は了承する。当初の警察の発表では、市の住宅管財課長（以下、課長と略す）が最低制限価格（2,890万円）に近い金額を志磨村を通じてKに伝えたとされた。同年12月7日、工事の入札が公告。Kは商品券20万円分を、清藤の高校時代の同級生である建設会社社長のYに渡し、Yは12月9日、そのうち10万円分を市役所で清藤に渡した。12月17日に行われた入札で、Kの会社は2,900万円でこの工事を落札した。12月22日、Kは商品券10万円分を志磨村に賄賂として渡した。
2021年（令和3年）9月1日、志磨村の供述により、課長が官製談合防止法違反と公契約関係競売入札妨害の疑いで逮捕された。志磨村とKは公契約関係競売入札妨害の疑いで逮捕された。9月4日、弁護人による勾留取り消しの準抗告が高知地裁に認められ、課長はいったん釈放された。しかし9月11日、地検は同じ容疑で再び課長を逮捕し、起訴した。11月12日、今度は高知地検が勾留取り消しを請求し、課長は釈放された。
同年11月26日、高知県選挙管理委委員会は、前年分の政治資金収支報告書を公表。清藤の政治団体「きよとう真司後援会」がkから商品券10万円の寄付を受けたことが明らかとされた。
同年11月30日、志磨村が「（入札情報を聞き出したのは）課長からではない。誰から聞いたかは言えない」と供述していることが報道により明らかとなった。12月3日、高知地検は課長の起訴を取り消し、志磨村とKの「訴因変更」を高知地裁に請求した。
同年12月7日、清藤は記者会見をし、Kから寄付を受けていたことの道義的責任を取りたいとして、同月22日付で市長を辞職することを表明、市議会の斉藤朋子議長に辞職願を提出した。清藤は、2012年7月の市長就任以降、横領や酒気帯び運転などにより懲戒処分した市職員が計14人に上り、不祥事が相次いだことも辞任を決断した理由にあげた。
同年12月17日、志磨村の初公判が高知地裁で開かれた。志磨村は「取調官から『課長は話している』と言われ、課長さんが容疑を認めていると思って乗ってしまった」と釈明。弁護人との接見で課長が否認していることを知り、「胸が苦しくなり、弁護人に本当の話をした」と供述を変えた理由を明かした。そして最低制限価格を聞き出したのは課長からではなく、清藤からだと証言した。清藤はこれを受けて「全く身に覚えがない。どうして自分の名前が挙げられたのか分からない」と述べ、官製談合事件への関与を否定した。
2022年（令和4年）4月20日、あっせん収賄罪などで志磨村に懲役2年、執行猶予4年、追徴金10万円の判決が言い渡された。判決は「市職員」とだけ認定し、入札情報を誰から聞き出したかは特定しなかった。